# ريتشارد ديفون
ريتشارد ديفون (بالإنجليزية: Richard Devon)‏ هو ممثل أمريكي، ولد في 11 ديسمبر 1926 في الولايات المتحدة، وتوفي بنفس المكان في 26 فبراير 2010.

## وصلات خارجية
- ريتشارد ديفون على موقع IMDb (الإنجليزية)
- ريتشارد ديفون على موقع أول موفي (الإنجليزية)
- ريتشارد ديفون على موقع قاعدة بيانات الفيلم (الإنجليزية)